# Патриотическое движение за республику
Патриотическое движение за республику (фр. Mouvement Patriotique pour la Republique) — политическая партия в Нигере, основанная в 2015 году.

## История
Партия была основана 11 октября 2015 года после отделения от Национального движения за развитие общества.
Партия не выдвигала кандидата в президенты на всеобщих выборах 2016 года, но получила 7 % голосов на выборах в Национальное собрание, получив 13 мест и став четвертой по величине партией.

## Участие в выборах

### Президентские выборы
| Выборы  | Кандидат      | Голоса  | %        | Голоса  | %       | Результат |
| Выборы  | Кандидат      | 1-й тур | 1-й тур  | 2-й тур | 2-й тур | Результат |
| ------- | ------------- | ------- | -------- | ------- | ------- | --------- |
| 2020-21 | Альбаде Абуба | 338 511 | 7,1 (#4) | -       | -       | Поражение |

### Парламентские выборы
| Выборы | Лидер         | Голоса  | %        | Мест      | +/-   | Позиция |
| ------ | ------------- | ------- | -------- | --------- | ----- | ------- |
| 2016   | Альбаде Абуба | 343 150 | 7,2 (#4) | 13 из 171 | новая | 4       |
| 2020   | Альбаде Абуба | 257 563 | 7,6 (#3) | 14 из 171 | ▲ 1   | ▲ 3     |